# Mar d'Aragó
L'Embassament de Mequinensa (o Mar d'Aragó) és un embassament del riu Ebre que es troba a la província de Saragossa (Aragó, Espanya) situat parcialment a la Franja de Ponent. L'embassament rep el nom de Mequinensa a causa que la presa que l'origina està ubicada en aquesta localitat del Baix Cinca. És l'embassament més gran d'Aragó i rep la denominació geoturística de Mar d'Aragó.

## Característiques

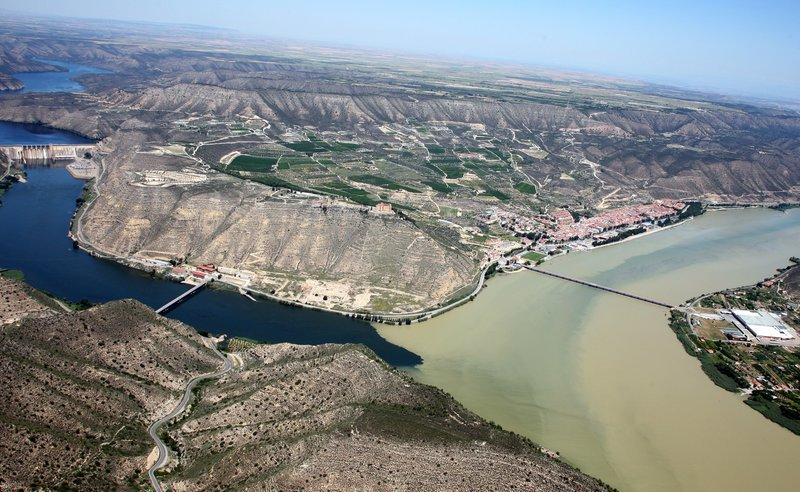
Vista aèria de la confluència dels rius Segre, Cinca i Ebre enfront de Mequinensa. A l'esquerra es pot veure la presa i l'embassament de Mequinensa.

Dins el pla d'aprofitament hidroelèctric integral del tram del riu Ebre, entre Escatrón i Flix, ENHER (Empresa Nacional Hidroelèctrica de l'Ribagorçana) va estudiar i va triar el sistema format pels salts de Mequinensa i Riba-roja que permetia la màxima producció d'energia elèctrica, alhora que oferia grans regadius i abastaments d'aigua a poblacions i la correcta laminació de les riuades que ocasionaven greus perjudicis en el tram baix del riu Ebre.
Una de les característiques acusades d'aquest tram de riu Ebre és la sèrie de grans i continuats meandres que forma a l'embassament de Mequinensa fins que finalment la llera torna a encaixonar-se per salvar la Serralada Litoral Catalana. L'aprofitament del riu Ebre, amb els dos grans embassaments de Mequinensa i Riba-roja, va obligar a l'execució d'obres complementàries d'importància com el poble nou de 
Mequinensa, variants de carreteres existents, la creació de nous ponts sobre el riu Ebre, Segre i Matarranya o variants del ferrocarril Barcelona-Madrid.
Construït el 1966 sobre el riu Ebre, té una superfície de 7.540 ha de làmina d'aigua i és l'embassament més gran de l'Ebre. El seu volum arriba als 1.530 hm³ i es dedica exclusivament a la producció d'energia elèctrica. Té una amplada mitjana de 600 metres i la seva profunditat arriba a superar els 60 metres en alguns punts. La presa, de 79 metres d'altura, es recolza en els contraforts calcàris de les serres de Montenegre i de l'Horta Vella, al terme municipal de Mequinensa. L'embassament rep la denominació geoturística de mar d'Aragó i serveix en algun tram de límit provincial entre Osca i Saragossa.

## Història de la construcció
La constitució de l'Empresa Nacional Hidroelèctrica Ribargozana el 7 de desembre de 1946 i la consegüent construcció entre els anys 1947 i 1962 dels salts de la conca de l'Alta Ribagorça (Senet, Vilaller, Bono, Llesp, el Pont de Suert, Escales, Boí, el Pont de Montanyana, Caldes de Boí, Canyelles, Santa Anna i la Baliera) van donar lloc a la construcció dels salts de Mequinensa i Riba-roja, al tram de l'Ebre. S'arribava per tant a la realització d'aquests aprofitaments després d'una àmplia experiència en tots els àmbits amb una infinitat d'obres fetes en el sector ribargorçà en matèria de preses. Totes elles obres de grans dimensions que havien posat a prova les capacitats i recursos de l'empresa ENHER.
La construcció de la presa de Mequinensa, per concessió a l'empresa ENHER de l'aprofitament hidroelèctric integral d'un tram del riu Ebre el 1955, va donar origen a aquest gran embassament. Els treballs preliminars van començar el 1958 fent tres recintes que van permetre els treballs excavació i formigonat, mentre el riu era desviat per la resta de la llera.
El primer recinte va ser en el marge esquerre i pràcticament fora del riu, comprenent la zona de central i estrep esquerre. El segon va ser en el marge dret, incloent l'extrem del sobreeixidor i l'estrep dret, quedant reduït el pas del riu a l'espai entre tots dos. El tercer va ser a la part mitjana (sobreeixidor) desviant el riu per sobre d'un portell construït en el segon recinte, amb uns desguassos provisionals per permetre el pas temporalment al riu. Un quart recinte va ser necessari parell a la construcció del canal de desguàs de la central.
Mitjançant sis potents scrapers, s'extreien àrids de les graveres situades al marge esquerre del Segre a Mequinensa i es transportaven fins a la marge esquerra. Els àrids es classificaven en diverses mides i es comptava amb una instal·lació de trituració per obtenir els més fins. Les instal·lacions de formigó constaven de dues sitges de ciment procedent de la fàbrica d'ENHER a Xerallo amb 1000 tones de capacitat i dues plantes de formigonat. Aquestes descarregaven la seva formigó sobre vehicles que el portaven fins als funicular. Amb aquestes instal·lacions es van aconseguir mitjanes diàries de més de 1000 metres cúbics de formigó col·locat.

La memòria de treball de 1957, quan ja havien finalitzat els treballs de camp i els estudis tècnics, formulaven previsions que no es podrien arribar a complir però revelaven l'optimisme i la gran confiança que animava a l'empresa promotora:
"Este salto de Mequinenza con sus 445.000 CV y producción media anual de 857 millones de kWh, salvo contingencias no previstas, podrá entrar en servicio en el año 1961, si bien hemos de sentir y sentimos la preocupación de lograr a tiempo los equipos hidráulicos y eléctricos como consecuencia de la situación actual en materia de importaciones y divisas"
Altres aspectes no definits que havien de ser sens dubte presos en compte i que al principi no van ser segurament prou avaluats eren les profundes implicacions que el projecte tenia a la situació de la comarca, començant per la mateixa població de Mequinensa afectada pels nivell de l'aigua o la repercussió en els trams viaris de la zona. Van ser qüestions que van suscitar grans tensions de caràcter social alhora que van impulsar a ENHER a haver d'afrontar una sere d'obres a l'marge de les infraestructures.
El 1961 va tenir lloc la màxima avinguda coneguda a Mequinensa, uns 4.100 m3/s, que va ser evacuada pels desguassos provisionals i el portell de l'segon recinte encara que va implicar la inundació de les obres a la zona de la central. Aquell mateix any s'havien activat les excavacaicones al marge esquerre amb l'objectiu d'ubicar aquell mateix any l'esplanada del parc de transformació i altres instal·lacions complementàries.
La conclusió de les obres estava prevista per a l'any 1963 però la publicació d'una nova Instrucció Oficial de Grans Preses va plantejar el problema de millorar les condicions d'estabilitat al lliscament iniciant-se un intens pla d'assajos en la fonamentació per garantir els coeficients de seguretat adequats. La solució va ser la d'un rastell o taló d'aigua conjuntament amb una galeria profunda de drenatge que reduïa subpressions sota la presa.

Les obres de reforç van continuar el 1965 i 1966, aconseguint aquest any per primera vegada la cota de màxim embassament. No obstant això, quan ja estaven concloses les obres de reforç es va plantejar el problema de millorar la impermeabilitat de la roca a estreps i vessants després de l'aparició d'importants filtracions en les mateixes. Per a això es van realitzar dues pantalles de formigó de 4 metres d'amplada que prolongaven longitudinalment el massís de formigó de la presa.

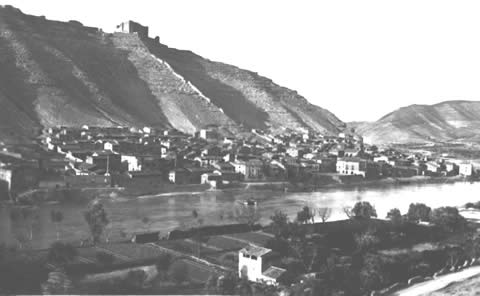
Poble Vell de Mequinensa.

Tot i que la presa de Mequinensa va començar a embassar al juliol de 1964, es pot dir que només ho va fer realment des de 1969 a l'mantenir elevades cotes d'aigua. La construcció de l'embassament de Mequinensa, juntament amb el de Riba-roja, va comportar la destrucció de l'antiga població de Mequinensa. Si bé és cert que l'augment del nivell de l'aigua no inundava la totalitat del poble, sí que ho feia en gran part de la seva població i les terres agrícoles més fèrtils. Les autoritats franquistes de l'època van determinar enderrocar el poble sencer, incloent l'església. Molts dels mequinensans van perdre la feina, especialment en la mineria del carbó, ja que moltes de les explotacions van quedar inundades per l'aigua. Molts altres habitants es van negar a desprendre de les seves arrels i dels seus records, i van reconstruir una nova Mequinensa no gaire lluny de l'antiga, aquesta vegada al costat de riu Segre que el 2020 compleix els seus primers 50 anys. Els carrers de poble vell que van quedar per sobre del nivell de l'aigua, són avui dia visitables ja que s'ha recuperat el seu traçat original, mentre que la mil·lenària història de la població es conserva en els Museus de Mequinensa ubicats a les antigues escoles de la vila vella de Mequinensa.

## Característiques tècniques
El seu perfil bàsic és triangular, amb vèrtex 0,50 metres per sobre de la cota de màxim embassament i talussos de 0,05 i 0,75 metres. Es divideix en blocs de 14 metres d'amplada, excepte en zones especials on es fa per juntes transversals. La estanquitat s'aconsegueix a força de barres de formigó armat seguides de taps asfàltics. Tota la presa compta amb àmplia xarxa de galeries visitables que la travessen, així com un sobreeixidor i desguassos d'alleugeriment i unes pantalles sòlides als vessants per evitar fuges d'aigua.
La central se situa a peu de presa. És de tipus tancat, amb accés a cota 66, curiosament per sota del nivell de l'embassament de Riba-roja. L'edifici d'unes dimensions aproximades de 100 metres per 25, té dues plantes principals. La inferior o de turbines i la superior, existint una zona de dependències on està situada la Sala de Comandament. La central de Mequinensa, està ancorada amb cables verticals a una galeria a cota 28 (17 metres per sota del seu fonamentació) per millorar la seva estabilitat a l'lliscament.
La presa està fonamentada en una formació oligocena amb trams lignitífers composta d'estrats sensiblement horitzontals amb intercalacions margoses ja que s'enmarca dins de la conca carbonífera de Mequinensa. La major part de la cua de l'embassament està constituïda per terrenys miocens amb estratificacions de margues blanques i calcàries que cedeixen pas a estrats de arenisques i alguna veta de guix oferint una bona impermeabilitat.
| Superfície total de la conca    | 55.000 km²                 |
| ------------------------------- | -------------------------- |
| Precipitació mitjana anual      | 561 mm                     |
| Aportació mitjana anual         | 9.190 Hm²                  |
| Cabal mitjà del riu             | 290 m³/s                   |
| Aportació màxima anual coneguda | 17.529 Hm³ (año 1959-1960) |
| Aportació mínima anual coneguda | 2.568 Hm³ (año 1948-1949)  |
| Màxima avinguda coneguda        | 4.100 m³/s (enero 1961)    |

| Volum total                  | 1.530 Hm³    |
| ---------------------------- | ------------ |
| Volum útil                   | 1.338 Hm3    |
| Cota màxima de l'embassament | 121 m.s.n.m. |
| Superfície màxima            | 7.540 Has.   |
| Longitud del recés           | 110 km       |
| Evaporació mitjana anual     | 80 Hm³       |

| Tipus                                 | Gravetat, de planta rectilínia amb talussos |
| ------------------------------------- | ------------------------------------------- |
| Alçada màxima sobre la llera          | 65 m                                        |
| Altura màxima sobre fonaments         | 79 m                                        |
| Altura màxima sobre fonaments rastell | 84,20 m                                     |
| Longitud de coronació                 | 461 m                                       |
| Volum d'excavació                     | 500.000 m²                                  |
| Volum de formigó (inclosa central)    | 1.100.000 m²                                |
| Àrea de la tancada                    | 22.900 m²                                   |

| Capacitat màxima evacuació sobreeixidor                 | 11.000 m³/s |
| ------------------------------------------------------- | ----------- |
| Cota llindar sobreeixidor                               | 106,50      |
| Capacitat màxima d'evacuació desguassos d'alleugeriment | 1.800 m³/s  |
| Capacitat màxima d'evacuació desguassos d'alleugeriment | 87,00       |
| Capacitat màxima d'evacuació desguassos de fons         | 160 m³/s    |
| Cota llindar desguassos de fons                         | 60          |

## Entorn cultural

### Museus de Mequinensa

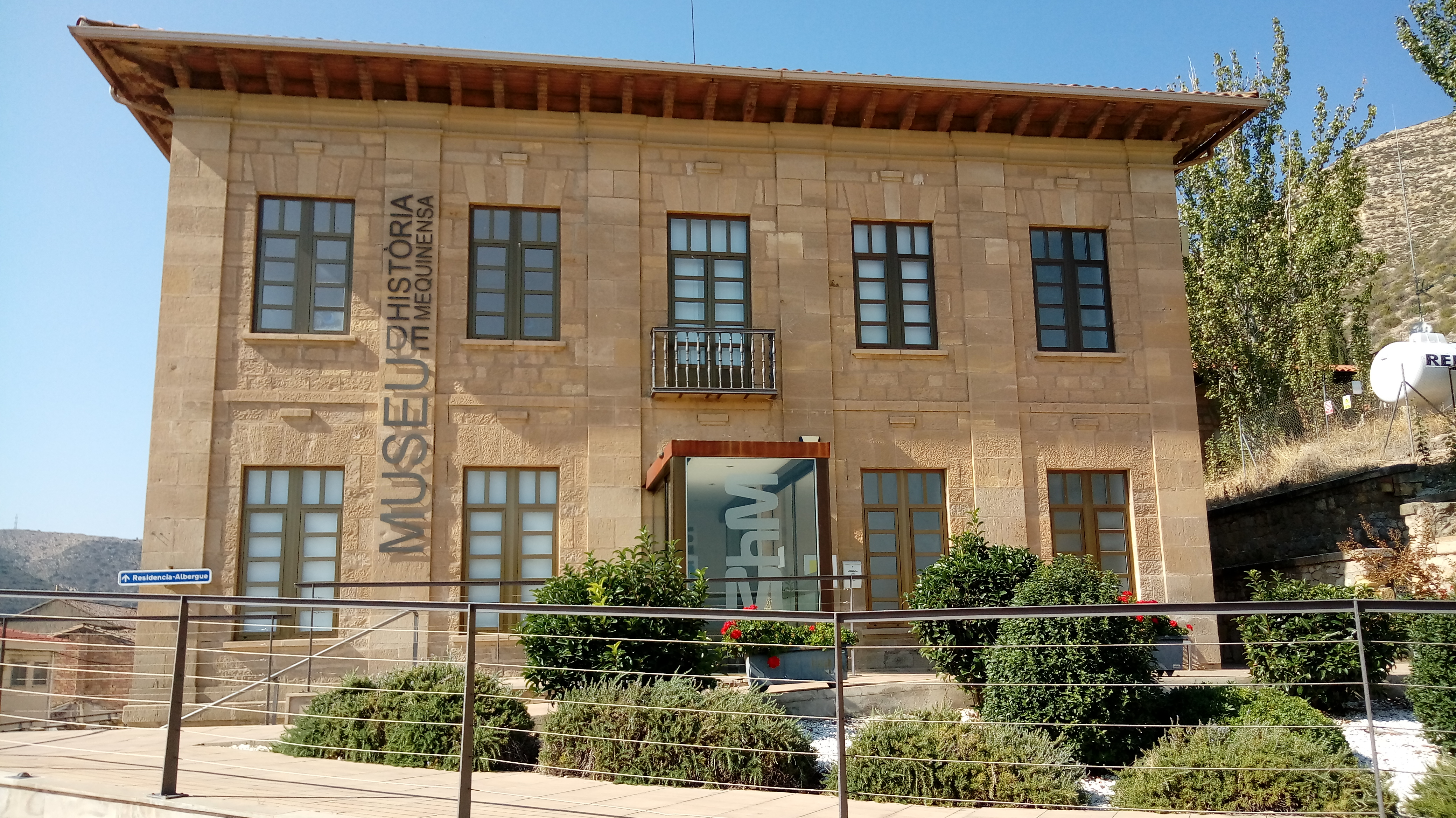
Museu de la Història de Mequinensa.

Els Museus de Mequinensa són tres espais museístics que estan conformats pel Museu de la Mina -un dels pocs museus miners situat a l'interior d'una galeria autèntica restaurada de més de 1000 metres de recorregut interior en què es pot veure el carbó real-, el Museu de la Història de Mequinensa i el Museu del Passat Prehistòric amb l'objectiu de difondre el patrimoni miner i històric de la conca carbonífera de Mequinensa, i especialment del desaparegut Poble Vell de Mequinensa. La seva ubicació es troba en el Grup Escolar Maria Quintana construït el 1927, que anteriorment havia albergat les escoles de l'antiga població.

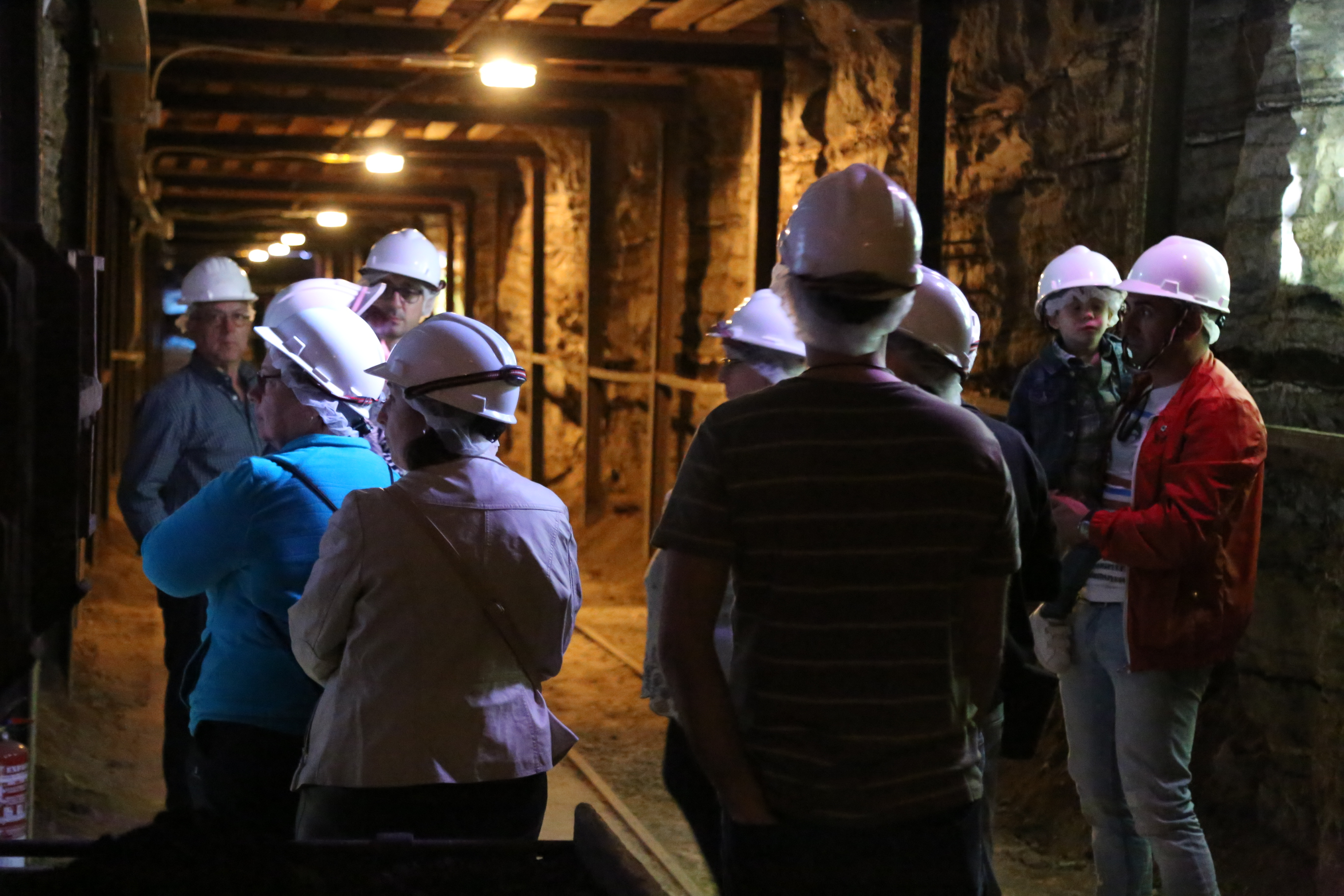
Museu de la Mina de Mequinensa.

L'edifici que alberga el Museu de la Història de Mequinensa té planta en forma d'E amb un cos central allargat que es perllonga a la façana davantera per dos avenços laterals i un altre central més excel·lent. Originalment tenia dues entrades en els flancs, separat la zona escolar dels nens a la planta baixa i la de les nenes a la primera planta. A la part posterior, es va construir un altre petit edifici que va acollir la cantina escolar i el parvulari. L'edifici és de carreus, amb coberta a quatre aigües de teula àrab i ràfec de fusta ressaltat a l'estil dels palaus renaixentistes aragonesos. Els seus finestrals són ortogonals a excepció de diversos al pis superior que estan rematats amb un arc rebaixat. Pel seu aspecte exterior, entra en contacte amb els corrents regionalistes de l'arquitectura del primer terç de segle xx.
El Museu de la Mina de Mequinensa és una galeria minera autèntica d'un quilòmetre de recorregut visitable i totalment accessible, que explica al detall el dur treball dels miners a la conca carbonífera de Mequinensa, així com tots els sistemes d'explotació de lignit, la maquinària utilitzada o el transport del carbó mitjançant el mil·lenari Camí de sirga durant més de 150 anys.

### Poble Vell de Mequinensa
La construcció de la presa de Riba-roja va suposar la desaparició de la major part del nucli urbà de l'antiga Mequinensa i en conseqüència el tràgic final d'una vila mil·lenària. Si bé l'aigua de l'embassament no van arribar a cobrir al complet la població, si que van negar la major part d'hortes de ribera, més fèrtils i productives que la resta, i una important part de la població. Després de moltes protestes dins del franquisme, els veïns de Mequinensa van aconseguir una indemnització i es va enderrocar el poble per complet a excepció de l'edifici del Grup Escolar Maria Quintana. La desaparició del traçat urbà va suposar un canvi de vida radical per als seus veïns que a més d'abandonar les seves cases i presenciar el seu enderroc, veien també com s'enfonsava una economia basada en la indústria, la mineria del carbó i la navegació fluvial dels rius. En l'actualitat, el poble vell de Mequinensa s'ha reconvertit al Parc de la Memòria 'Jesús Moncada', en el qual s'han recuperat els carrers de l'antic nucli urbà abandonat per la construcció de l'embassament de Riba-roja i s'han incorporat diferents panells informatius que conviden a conèixer la població i la literatura de l'escriptor mequinensà.

### Aiguabarreig Ebre-Segre-Cinca

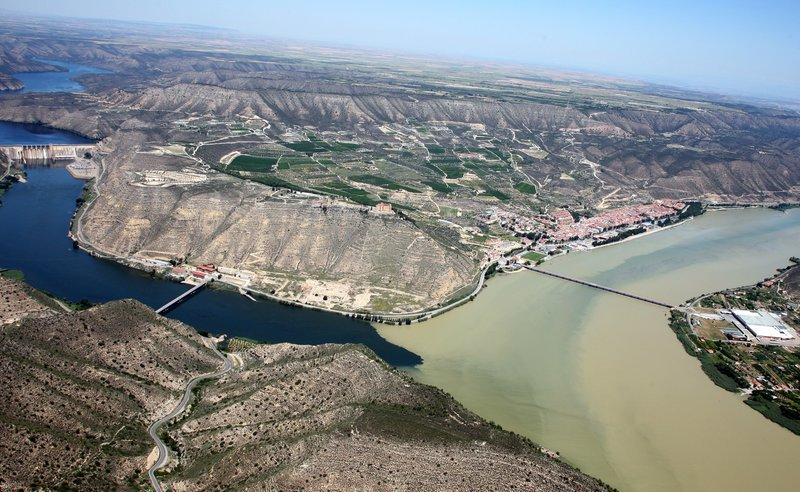
Vista del Aiguabarreig, amb la presa de Mequinensa a l'esquerra.

A la confluència dels rius Segre, Cinca i Ebre s'ubica l'Aiguabarreig de Mequinensa, un espai amb gran riquesa natural i una gran varietat d'ecosistemes que abasten des de les estepes mediterrànies a impenetrables boscos de ribera, convertint aquest espai en un paradís per a la biodiversitat. Territorialment, l'Aiguabarreig es troba al centre de la Depressió mitjana de l'Ebre. Limita a l'oest amb els Monegres, a l'est amb els Tossals de Montmeneu i Almatret i cap al sud amb la cua de l'embassament de Riba-roja. Aquest espai rep el nom de la paraula d'origen català que designa el lloc en el qual dos o més corrents d'aigües s'ajunten i formen una de sola.
A l'Aiguabarreig hi trobem centenars de metres d'amplada d'aigua amb illes fluvials i boscos de ribera, grans masses de canyissar, platges de còdols, gorgs i galachos. És un punt de confluència de la flora estepària provinent de la zona àrida de Monegres i de la flora mediterrània que puja per la vall de l'Ebre. Gràcies als aquestes característiques conviuen espècies d'ambients oposats. Les aus són el grup més nombrosos i abasten des colònies d'ardèids a tota mena de rapinyaires i aus pròpies d'ambients desèrtics. També poden trobar rèptils, amfibis i mamífers, destacant especialment ratpenats, cérvols, cabirols, llúdries i la presència cada vegada més abundant de cabres salvatges.

### Castell de Mequinensa

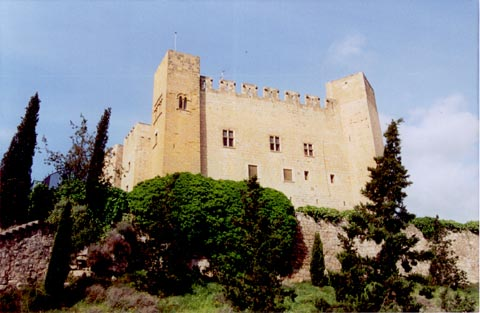
Castell de Mequinensa

El castell de Mequinensa és un palau-castell intacte a la part alta d'un turó dominant la confluència dels rius Ebre, Segre i Cinca. Va ser construït pels Moncada, senyors de la baronia de Mequinensa. Data dels segles XIV i xv, encara que en 1959 el va reformar considerablement l'arquitecte Adolf Florensa. Assenyala el punt fronterer entre Aragó i Catalunya, i entre les províncies de Saragossa i Lleida. És un dels millors castells que l'art gòtic va llegar a la Corona d'Aragó. Malgrat que actualment és una propietat privada que pertany a la Fundació ENDESA, el règim de visites al Castell permet fer-ho els dimarts no laborables al matí. Per visitar-lo, cal posar-se en contacte amb els Museus de Mequinensa.

### Altres espais culturals
A l'entorn de l'embassament de Mequinensa ha un centenar de jaciments arqueològics i diversos mausoleus romans com els de Favara, Chiprana i Miralpeix. Aquest últim va ser traslladat en 1962 a la seva actual ubicació al centre urbà de Casp a causa de la construcció de l'embassament. Altres punts d'interès són el monestir cistercenc de Nostra Senyora de Roda i els castells medievals de Mequinensa i Nonasp, així com una curiosa xarxa de torres de senyals de les guerres carlines.

## Entorn esportiu

### Pesca

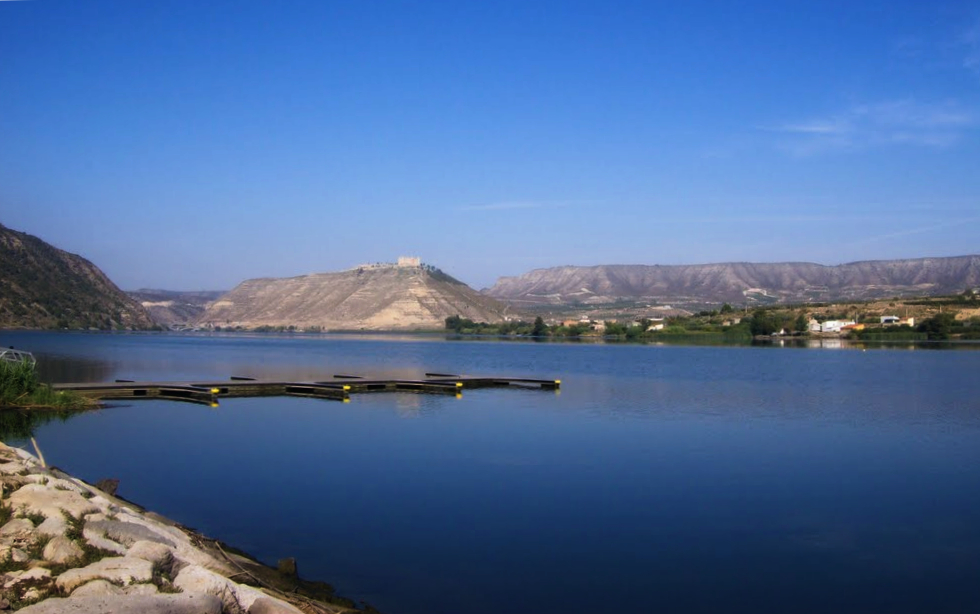
Aiguabarreig a Mequinensa.

Probablement és la pesca el major atractiu turístic per als visitants. Des del principi es va entendre que l'embassament de Mequinensa era un potent focus d'atracció turística i les societats de pescadors es van apressar a organitzar les seves activitats. El 1965 es van deixar anar 20.000 alevins de perca americana i 175 000 alevins de carpa royal. Va ser el principi de la gran riquesa piscícola actual; es calcula que l'embassament conté més de 50 milions de peixos. Per això, no és estrany que se celebrin més 30 competicions a l'any, destacant el Campionat Nacional de Pesca i el Concurs Nacional de Ciprínids d'Aragó a Mequinensa. Al costat de la pesca tradicional de ciprínids creix l'esportiva i tecnificada de la perca americana. A la pesca de carpa, carpí vermell i alburn, les espècies més abundants i les més pescades, s'ha incorporat també la de l'silur -introduït a Mequinensa a la primavera de 1974-, capturant exemplars de més de cent quilos i més de dos metres de longitud.

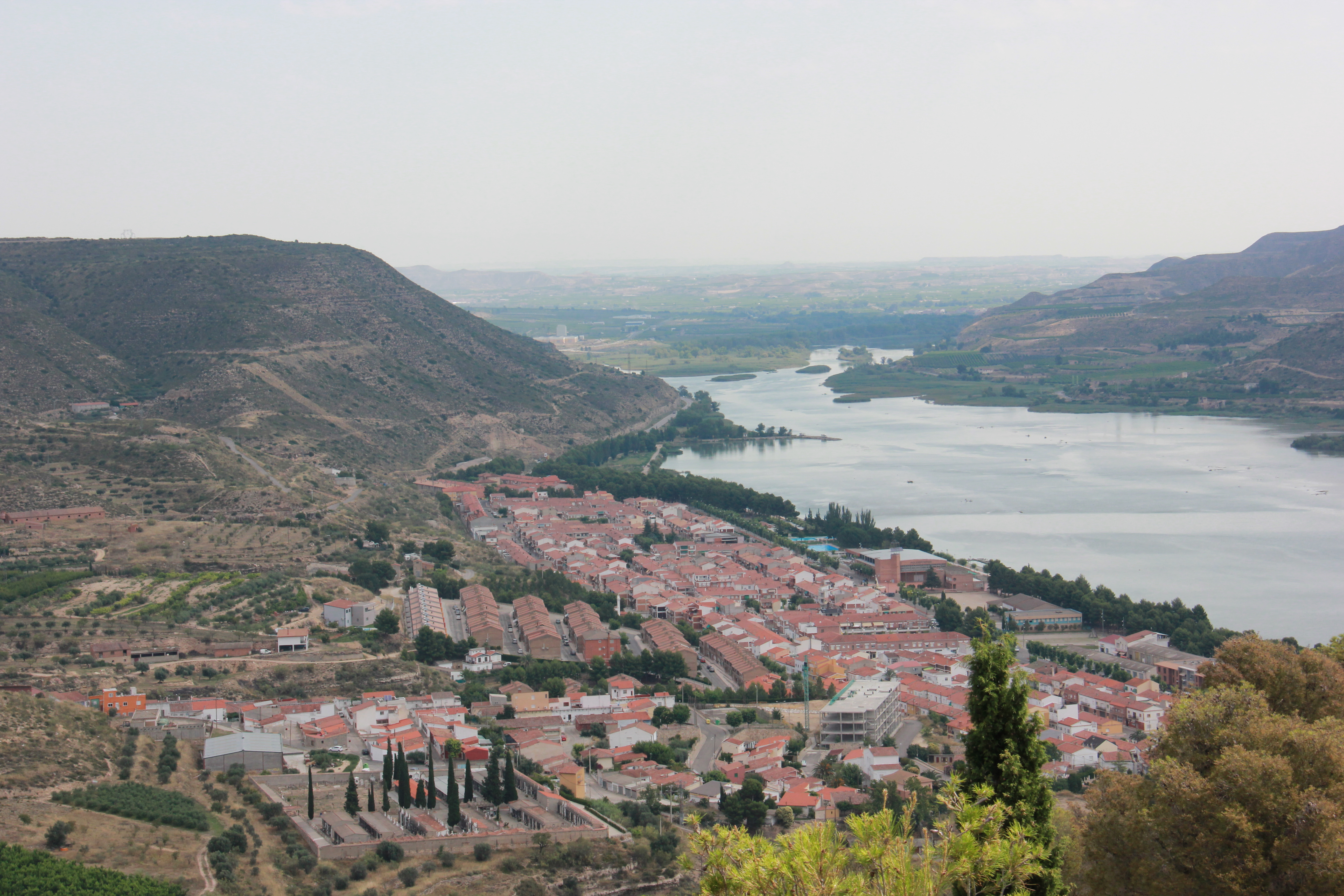
La nova població de Mequinensa vora les aigües del Segre i el Cinca.

Mequinensa compta a més amb nombrosos comerços relacionats amb la pesca i nombrosos allotjaments turístics i diversos clubs esportius com el Club Capri dedicats al rem i al piragüisme. A més, la localitat s'ha convertit en un referent turístic a nivell internacional basant part de la seva economia en el turisme esportiu ja que molts equips de rem i piragüisme entrenen i fan stages de preparació en les seves aigües calmades. Mequinensa, a més, compta amb una làmina d'aigua estable en els seus rius que la converteix en un dels millors camps de regates de tot Europa. Cada any, Mequinensa acull el Half Triatló Vila de Mequinensa puntuable per al Campionat d'Espanya de Triatló de Mitja i Llarga Distància.